# أحمد حسن البكر
أحمد حسن البكر (15 تشرين الثاني/نوفمبر 1914 - 4 تشرين الأول/أكتوبر 1982) رابع رئيس لجمهورية العراق من 17 تموز/يوليو 1968 إلى 16 يوليو 1979. كان عضوا قياديا في حزب البعث فرع العراق. (سُمي لاحقًا بحزب البعث العربي الاشتراكي) قبل أن يتم إرجاعه إلى حزب البعث. كما شغل منصب رئيس وزراء العراق للفترة من 8 شباط/فبراير 1963 إلى 18 تشرين الثاني/نوفمبر 1963.
برز البكر لأول مرة بعد ثورة 14 تموز التي أطاحت بالنظام الملكي في العراق. في الحكومة الجديدة، كان يشارك البكر في تحسين العلاقات العراقية السوفياتية. في عام 1959 أُجبر على الاستقالة من الجيش العراقي واتهمته الحكومة العراقية آنذاك بالقيام بأنشطة مناهضة للحكومة. بعد تقاعده القسري، أصبح رئيساً للمكتب العسكري لفرع حزب البعث العراقي. من خلال هذا المنصب جند أعضاء في حزب البعث. أطيح برئيس الوزراء عبد الكريم قاسم في إنقلاب 8 شباط وعُين البكر رئيسًا للوزراء، ولاحقًا نائبًا لرئيس العراق في حكومة ائتلافية بين البعثيين الناصريين. استمرت الحكومة أقل من عام  وأطيح بها في نوفمبر 1963.
في ظل حكم البكر، نما العراق اقتصاديًا بسبب ارتفاع أسعار النفط العالمية، مما عزز مكانته في العالم العربي ورفع مستوى معيشة العراقيين. تم إدخال إصلاحات الأراضي، ووُزعت الثروة بشكل أكثر عدالة. كما إنشأ نوع من الاقتصاد الاشتراكي في أواخر السبعينيات تحت إشراف صدام حسين. فقد البكر السلطة تدريجياً لصالح صدام في السبعينيات، حيث عزز الأخير موقعه داخل الحزب والدولة من خلال الأجهزة الأمنية. في عام 1979، استقال البكر من جميع المناصب العامة «لأسباب صحية». توفي عام 1982 لأسباب لم يُعلن عنها.

## ولادته وعائلته
ولد أحمد حسن البكر العمر في قرية العوجة التابعة لمدينة تكريت، عام 1914 لعائلة عربية من عشيرة البيجات. التحق بمدرسة دار المعلمين الابتدائية وتخرج فيها معلماً ليعمل بالتعليم الابتدائي، وترك التعليم عام 1938 وانضم إلى الكلية العسكرية ليتخرج ضابطًا في الجيش العراقي. تزوج من ابنة خاله غيداء ندا حسين العمر وكلاهما ينتسبان إلى عشيرة ألبو ناصر، ولهما من الأبناء هيثم ومحمد  (توفي بحادث)، وعبد السلام.

## حياته السياسية
بعد تخرجه في الكلية العسكرية الملكية العراقية اشترك البكر في بدايات حياتهِ العسكرية في حركة رشيد عالي الكيلاني ضد النفوذ البريطاني في العراق عام 1941، والتي باءت بالفشل فدخل على إثرها السجن وأجبر على التقاعد ثم أعيد إلى الوظيفة عام 1957، أنضم إلى تنظيم الضباط الوطنيين الذي أطاح بالملكية في العراق عام 1958.
ولقد أجبر على التقاعد مرة أخرى عام 1959 بسبب ضلوعه في حركة الشواف في الموصل ضد عبد الكريم قاسم.

## البكر على رأس السلطة في العراق

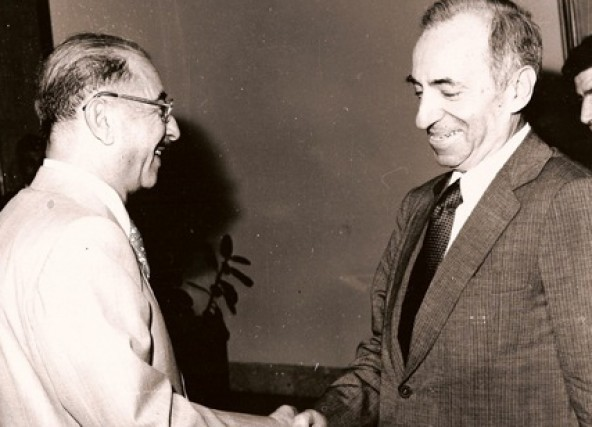
ميشيل عفلق مؤسس حزب البعث مع أحمد حسن البكر بعد تسلمه السلطة في بغداد عام 1968

### وزارة أحمد حسن البكر 1963

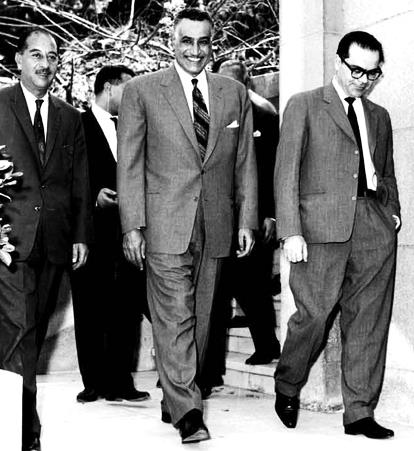
محادثات الوحدة الثلاثية بين رئيس الوزراء البكر (يسار) و جمال عبد الناصر (في الوسط) ولؤي الأتاسي (في اليمين)، 16 أبريل 1963.

أصبح البكر رئيسا للوزراء واستمرت حكومته مدة 10 أشهر بعد حركة 1963 حيث أطاح عبد السلام عارف بحكومة حزب البعث في حركة 18 تشرين بعد سلسلة من الإخفاقات والانشقاقات تعرض لها حزب البعث على خلفية أعمال العنف التي مارستها مليشيا حزب البعث الحرس القومي. 
وأصدر عبد السلام عارف مرسوما بإعفاء أحمد حسن البكر من منصبه وتعيينه سفيرا في وزارة الخارجية وحسب تنسيبها. وأصدر وبعد فترة من الزمن وعلى أثر لقائه الشخصي مع أحمد حسن البكر، أصدر مرسوماً بتعيينه نائبا لرئيس الجمهورية مع صلاحيات محددة.

### رئاسة الجمهورية 1968 -1979
نظم البكر حركة 17 تموز 1968 التي أطاحت بالرئيس العراقي آنذاك عبد الرحمن عارف، فتولّى رئاسة الجمهورية العراقية وعيّن عبد الرزاق النايف رئيسا للوزراء، لكن وزارته استمرت أقل من أسبوعين، حيث أطيح بها إثر حركة 30 تموز 1968.
وبسبب تحويل النظام إلى نظام رئاسي، شغل الرئيس أحمد حسن البكر منصب رئيس الوزراء اعتبارا من 30 تموز 1968 حتى مغادرته لمنصب الرئيس 
وقد جمع الرئيس البكر مع رئاسته الجمهورية والحكومة رئاسة مجلس قيادة الثورة (الجهة التشريعية) ومنصب القائد العام للقوات المسلحة العراقية. 
وقد امتدت فترة حكم الرئيس أحمد حسن البكر من 17 تموز 1968 إلى 16 تموز 1979، يوم أعلن استقالته في خطاب بثه التلفزيون العراقي يومه في ذكرى انقلاب 17 تموز/يوليو، وتولّى بعده نائبه صدام حسين كافة سلطاته التي ذكرت آنفًا.

الرئيس أحمد حسن البكر مع نائبه صدام حسين.

ومن الجدير بالذكر أن البكر كان الأمين العام لحزب البعث في العراق طيلة حكمه أو ما يعرف بالقيادة القطرية لحزب البعث العربي الاشتراكي في العراق.

## مواقفه
- في 11 آذار 1970 اتفق مع أكراد العراق على إعلان الحقوق الثقافية لهم بالإعلان المسمى اتفاقية الحكم الذاتي للأكراد أو بيان 11 آذار.
- في 1 حزيران/يونيو 1972 أمم نفط كركوك ( ومن بعدها الموصل ومن ثم البصرة ) بعد أن استغل نهاية النفط في حقول الشركات الإحتكارية في كركوك بسبب قرار 80 الذي سنه عبد الكريم قاسم عام 1960 والذي يمنع الشركات الإحتكارية من التنقيب والحفر آنذاك وعلى الرغم من اعتراف البكر بدور عبد الكريم قاسم بمدحه في هذا القرار عن طريق الصحف والندوات والإجتماعات الحزبية والمناهج الدراسية في فترة حكمه في السبعينات إلّا أنه سجّل له قيامه بتأميم شركة النفط العراقية العاملة في العراق منذ 1927 والتي كانت تتلاعب باقتصاد وسياسة العراق بدعم من الحكومة البريطانية.
- وشهدت فترة البكر تنمية اقتصادية واسعة في العراق وساعده على ذلك الارتفاع الذي حدث في أسعار النفط.
- إزدهر التعليم في عهده، حيث أعلنت منظمة اليونسكو عام 1977 بأن التعليم في العراق أصبح يضاهي التعليم في الدول الإسكندنافية.
- قام بتشكيل علاقات قوية مع الاتحاد السوفيتي حيث وقع معاهدة الصداقة مع السوفييت في 9 نيسان 1972.
- قام بإرسال قوات لدعم سوريا عسكرياً أثناء حرب تشرين/أكتوبر 1973.
- ذكر العلامة سالم الالوسي، أن الرئيس أحمد حسن البكر في بداية حكمه، طالب إيران باسترجاع رفات الخليفة هارون الرشيد، كونه رمز لبغداد في عصرها الذهبي، وذلك بدعوة وحث من عبد الجبار الجومرد وزير الخارجية العراقي السابق في عهد عبد الكريم قاسم، ولكن إيران امتنعت، وبالمقابل طلبت استرجاع رفات الشيخ عبد القادر الكيلاني، كونه من مواليد كيلان في إيران، وعندها طلب الرئيس من العلامة مصطفى جواد، بيان الامر، فاجاب مصطفى جواد: ان المصادر التي تذكر ان الشيخ عبد القادر مواليد كيلان في إيران، مصادر تعتمد رواية واحدة وتناقلتها بدون دراسة وتحقيق، اما الاصوب فهو من مواليد قرية تسمى (الجيل) قرب المدائن، ولاصحة كونه من إيران أو ان جده اسمه جيلان، وهو ما اكده العلامة حسين علي محفوظ في مهرجان جلولاء الذي اقامه اتحاد المؤرخين العرب وكان الالوسي حاضرا أيضا سنة 1996، وفعلا أبلغت مملكة إيران بذلك ولكن بتدخل من دولة عربية اغلق الموضوع.[15][16]، بل في عام 1958م و1960م ذُكرتْ نُسبته إلى الجيلي[17] فقط حيناً، ولم يُكتب (الكيلاني) إلا بين قوسين.[18][19]

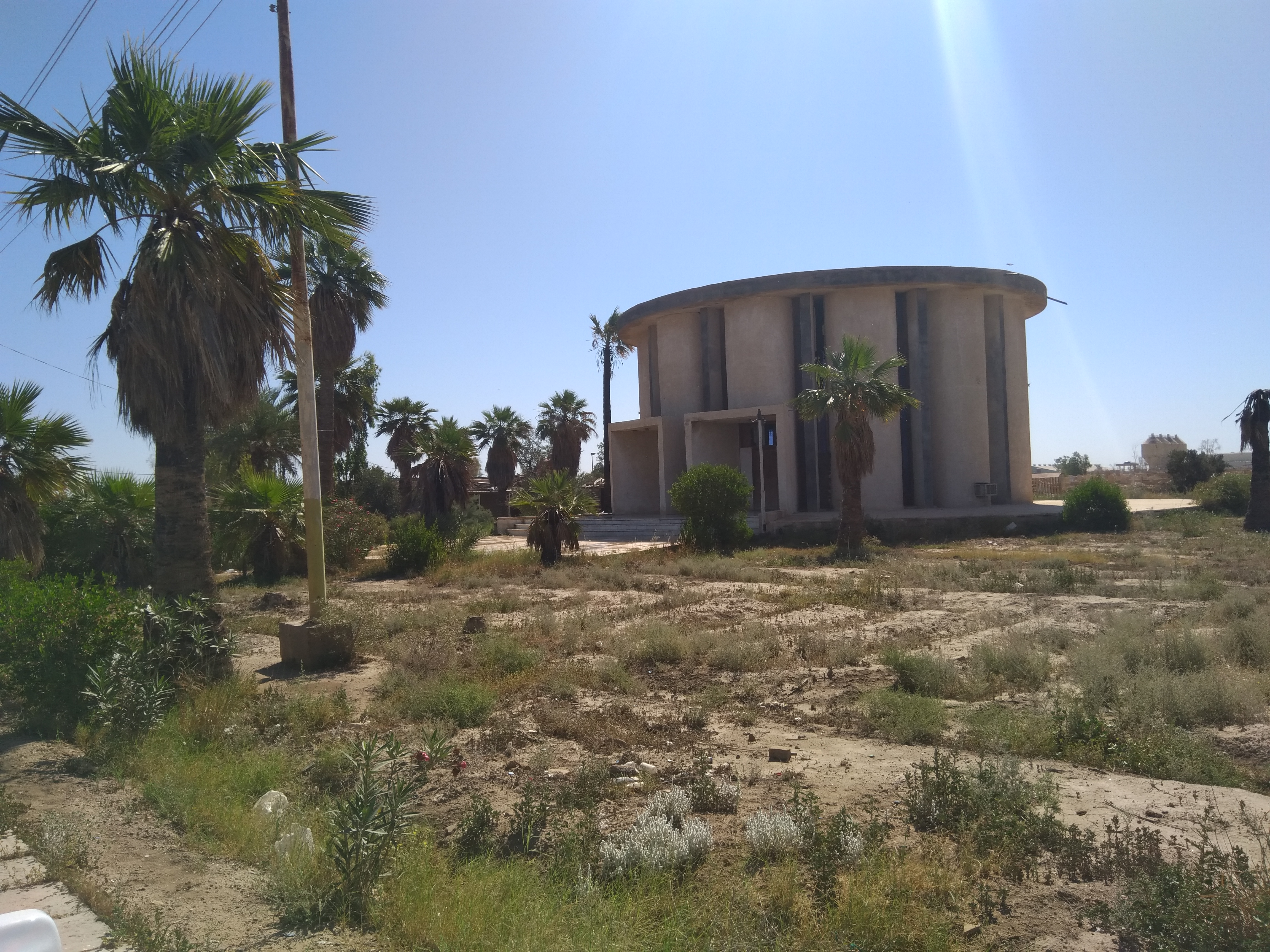
مقبرة عائلة أحمد حسن البكر في مقبرة الكرخ.

## إستقالته ووفاته
يذكر «عبد السلام أحمد حسن البكر» بعض الحقائق عن والده قائلا بالنسبة لموضوع الاستقالة، في سنة 1974، ذهبت مع أخي هيثم بصحبة الوالدة في رحلتها للعلاج، وهناك حدثني هيثم بأنه في بداية السبعينات وبعد انتهاء إجازته في بغداد والالتحاق بدراسته في لندن، أخبره والدي بأنه سيسمع خبر استقالته في ذكرى الثورة القادم فلا يقلق. ثم أضاف هيثم أن أبو عدي (الرئيس صدام حسين) أخبر الوالد في الأيام الأولى للثورة أنه إذا عزم على ذلك فإنه سيستقيل قبله ويسكن العوجة، وقد بقي ما قاله هيثم في ذاكرتي لحين إلقاء الرئيس صدام خطابه الأول أمام الجماهير، كرئيس للجمهورية، حين قال سأكون راية بين الرايات.. إلخ، فذكر أنه أخبر الأب القائد أنه إذا عزم على الاستقالة فسيستقيل قبله.
الحقيقة لم يكن ما نقله لي أخي هيثم مفاجئاً لي، بل لم تكن رغبة والدي في الاستقالة مفاجئة لنا جميعاً، فمنذ السنة الأولى له في المنصب وهو يتحدث عن نيته ترك (الوظيفة) كما يسميها، وقد نقل هيثم تعليل رغبة الوالد تلك قائلا: الوالد يشعر أنه أحد أسباب فشل ثورة 14 رمضان 1963 بسبب تقريب عبد السلام عارف للحكم، ولذلك قال أريد إعادة الحكم لحزب البعث العربي الاشتراكي مرة ثانية، وأتوكل.
وحين عزم الوالد على تقديم استقالته أخيراً، بدأ بإخبار المقربين منه قبل أكثر من شهر أثناء زياراتهم له، كما أنه أخبرني بذلك أيضاً، وقال «في كل مرة أنوي تقديم الاستقالة يحدث أمر أخشى أن يفسَّر به وتُخلَق الاشاعات، مثل التأميم وحادثة ناظم كزار وحرب تشرين.. إلخ، أما الآن فلله الحمد لا توجد مشكلة».
بل إنه حرص على عدم إحراج بعض المقرَّبين منه حين يستقيل فأحال أمين العاصمة إبراهيم محمد إسماعيل على التقاعد ونقل يحيى ياسين رئيس الديوان إلى منصب رئيس ديوان الرقابة المالية، حتى أنه أحال سائقه القديم الخاص (كاظم زيارة) إلى التقاعد، أما طارق حمد العبد الله فبقي بناء على رغبة الرئيس صدام ولكي يُيسر اتصال الوالد بمؤسسة الرئاسة إذا احتاج لذلك.
أما بالنسبة لموضوع الوفاة كان الوالد يسكن في البيت لوحده، ومعه ابنة أخي محمد، حيث كنت أسكن ببيت منعزلٍ عن بيته يفصلنا باب صغير، وإن كان البيت الذي أسكن فيه هو نفس بيت الوالد حيث كان البنيان الخارجي والداخلي للبيتين واحد ولكن من الداخل يفصل بين البيتين باب، وكانت تسكن معي أختي الكبرى أرملة مظهر المطلك، بينما كان أخي هيثم يزوره وفي بعض الأحيان ويبيت عنده ليلة أو ليلتين.
قبل وفاته بأكثر من شهر بقليل أصيبت إحدى عينيه بالماء الأبيض فاتصل بعدنان خير الله لييسّر موضوع سفره إلى خارج العراق، وطلب منّي التنسيق معه حول إجراءات السفر.
وبعد تمام شفائه من الماء الأبيض، قام بزيارة للحاج خير الله طلفاح في بيته، وعاد محمّلاً بمجموعة من مؤلفاته.
كانت لدى الوالد لجنة طبية مؤلفة من أكفأ الأطباء العراقيين في شتى التخصصات الطبية، قام باختيارهم هو بنفسه شخصياً، وكانت اللجنة برئاسة وزير الصحة الدكتور رياض إبراهيم وكانت هذه اللجنة تقوم بزيارته وفحصه أسبوعياً بشكل دوري منتظم.
كان مدير مستشفى ابن سينا، الدكتور سمير الشيخلي، يزوره أسبوعياً، بشكل منتظم، لفحص السكر ويحقنه بإبرة لا أعرف ماهيتها، وقد فسر البعض العبارة الأخيرة بشكل مبهم فأنا لست على اطلاع بتفاصيل كل الأدوية التي تملأ الرف القريب منهُ ولكن لا شك أنه من العلاجات التي أوصى بها الأطباء.
في يوم وفاته زاره الدكتور الشيخلي وحقنه نفس الإبرة المعتادة، وكان يجلس بالقرب منهُ صهري، زوج إحدى شقيقاتي، طه عبد الله سلطان، وهو ضابط متقاعد برتبة عقيد ركن.
خلال زيارة الدكتور الشيخلي، وبعد أن تم حقنه، أحسَّ بدوار، ما أدى بالدكتور سمير الشيخلي أن يرتبك قائلاً للرئيس البكر “سلامات سيدي”، وأعتقد أن ارتباك الطبيب أو خشيته على حياة الرئيس أمر طبيعي، وهو حال أي طبيب يفاجأ بتدهور صحة المريض حتى لو لم يكن يعرفه، فكيف وهو الرئيس الذي يواظب على علاجه بشكل أسبوعي، ولو كان الطبيب (متآمراً) فالمتوقع العكس أي إنه لن يرتبك لعلمه المسبق بما سيحدث.
قبل وفاته روى لي صهري، طه عبد الله سلطان، بأنه شاهد رؤية في المنام تدلُّ على أن الوالد سيتوفى قريباً، وهو ما حدث.
حين حدثت الجلطة التي أودت بحياته، حضر الرئيس صدام حسين إلى البيت وحضر وزير الصحة (صادق علوش) وأعضاء اللجنة الطبية التي هي أصلاً من إختيار الوالد والتي تتولى فحصه إسبوعياً، كما حضر الحاج خير الله بعد وفاته بقليل، وأظن أنه جاء تلقائياً ردّاً لزيارة الوالد له لأنّني سمعته متعجباً يصيح: شنو الموضوع شكو؟ بعد أن شاهد العدد الكبير من السيارات في الخارج وسيارة الإسعاف السوداء التابعة لمستشفى ابن سينا.
يزعم البعض أنني قلت إن الحقنة التي تم حقن الوالد بها كانت غامضة. إن إضافة كلمة (غامضة) تعطيها بعداً مبالغاً فيه، فالحقيقة بالنسبة لي لا أعرف بالضبط ما هي هذه الحقنة، تماماً كما إنني لا أعرف عشرات علب الأدوية التي يتناولها يومياً، فالحقنة من ضمن الأدوية وكلها كان موصى بها من قبل اللجنة الطبية المذكورة.
مرة أخرى أكرر القول إن الحقنة كانت أسبوعية، وتعطى له خلال زيارة الطبيب المتخصص لمعالجة السكر، والطبيب ليس مجهولاً، فهو الدكتور سمير الشيخلي، وكان يعمل مديراً لمستشفى ابن سينا، كما كانت عيادته الخاصة في شارع السعدون ببغداد، واستمر في نفس عمله بعد وفاة الوالد ولم يتغير شيء.
بعد وفاته جاءت اللجنة الطبية المتخصصة المشرفة على علاجه، والمؤلفة من كل من:
- وزير الصحة، الدكتور صادق حميد علوش
- الدكتور إحسان البحراني
- الدكتور محمد علي خليل
- الدكتور إبرهيم الحيالي
- الدكتور علاء العلوان، وزير الصحة الحالي.

وقامت اللجنة المذكورة بإجراء فحص شامل بشكل أصولي، وأصدرت شهادة الوفاة في ضوء ما توصلت إليه، وذُكر سبب الوفاة على أنه نوبة قلبية. ولم ينقل جثمانه للمستشفى وكتبت شهادة الوفاة في البيت.
إن كان هناك شك في موضوع وفاته، ولنفترض أن اللجنة خافت أن تتكلم حينها، فيمكن لأعضائها أو قسم منهم التصريح أو التلميح بعد احتلال العراق، فلماذا لم يحدث هذا؟!
وللإجابة على سؤال يتكرر كثيراً، لماذا لم ينقل جثمانه إلى المستشفى؟ أقول: ما لم تكن هناك قرينة للشك فلا داعي لهذا الإجراء الروتيني، فجدتي توفيت في البيت في الستينات، ولم تنقل إلى المستشفى، ووالدتي كذلك في أواسط السبعينات، وكثير ممن أعرفهم لم ينقلوا إلى المستشفى، خاصة إذا عرفت عنهم أمراض تؤدي للوفاة ولهم طبيب معروف يشهد بالحالة، وقد كانت حالة الوالد ينطبق عليها هذين الوصفين، فهو مريض بالسكر، ومصاب بجلطات قلبية ودماغية متكررة.

### رأي حرير حسين كامل
قالت حرير حسين كامل في مذكراتها، حفيدة صدام «هناك الكثير من السيناريوهات التي تُروى عن إجبار جدي له للتنازل عن الحكم وهي غير مستبعدة بالنظر إلى شخصية البكر المسالمة التي لا تحب القيود».

## روابط خارجية
- أحمد حسن البكر على موقع الموسوعة البريطانية (الإنجليزية)
- أحمد حسن البكر على موقع مونزينجر (الألمانية)
- أحمد حسن البكر على موقع إن إن دي بي (الإنجليزية)

| سبقه عبد الرحمن عارف | 'رئيس الجمهورية العراقية' 1968 - 1979 | تبعه صدام حسين |